# 洛韦茨基河
洛韦茨基河（俄语：Река Ловецкая）或远节川（日语：／）是萨哈林州涅韦尔斯克区的河流，由东向西流，长19公里，流域面积73平方公里，注入鞑靼海峡。

## 引用
1. ↑  М·Г·瓦西科夫斯基. . 列宁格勒: 气象出版社. 1973 （俄语）.
2. ↑  . 国家水登记处.   [2024-01-01]. （原始内容存档于2024-01-01） （俄语）.